# Козлово (Артёмовская волость, у озера Завережье)
Козлово — деревня в Артёмовской волости Невельского районе Псковской области.

## Географическое положение
Деревня расположена на южном побережье озера Завережье, примерно в 11 километрах к югу от районного центра, города Невель.

## Население
Численность населения деревни на 2000 год составляла 64 жителя, в 2011 году — 59 жителей.